# Puddel
Puddel (FCI # 172) er en hunderace fra Tyskland. Den fås i fire størrelser; toypuddel, dværgpuddel, mellempuddel og storpuddel, der alle tilhører hundegruppen selskabshunde. I en undersøgelse, 2012/2013 blev puddelen udnævnt til verdens tredje mest populære hunderace. I USA toppede pudlen listen over de mest populære hunderacer 1960-1982.
Pudlen var oprindeligt en vandapporterende jagthund. Den er også blevet brugt som en trøffelhund og cirkushund, men nu bruges den primært som en familiehund. Racen har en lang historie, som er fælles med vandhunde; det tyske ord puddelhund er oprindelig en oversættelse af det latinske canis aquaticus. Der er forskellige teorier om denne hundetypes oprindelse, men det menes, at den opstod et sted i Middelhavsområdet engang i løbet af middelalderen. Pudlen og Vandhunde er rigeligt afbilledet siden 1400-tallet. Og I skrifter, kan de spores tilbage til 1200-tallet, men er første gang beskrevet i 1500-tallet. Pudlen var oprindeligt 2-farvet.
Pudlen er kendt for sin intelligens og sit muntre gemyt. Den er lærenem og er succesfuld i flere former for hundesport såsom agility, lydighed og brugsprøvegrenene søg og spor.
Racen er let at kende på sin krøllede, uldne pels, som findes i forskellige ensfarvede og 2-farvede varianter, og har traditionelt været løveklippet, men findes også i en række andre frisurer. Pudler, der ikke deltager i udstillinger, er generelt trimmet i let og ikke-plejekrævende hverdagsfrisurer. Pudlen skal være harmonisk og velproportioneret, med en let og fjedrende gang, en hund uden fremavlede ekstreme bevægelser. De små varianter har samme standard som de store og må ikke have karakter af dværgvækst. Pudlen regnes som en forholdsvis sund race.
Pudlen er undertiden blevet forbundet med trolddom og magi. Mest kendt er pudlen i Goethes Faust, som bliver til Mephistopheles. Det er herfra udtrykket pudlens kerne kommer.

## Historie

### Race historie og oprindelse
Den første raceklub for organiseret avl af pudler blev dannet i 1876 i England, efterfulgt af Tyskland i 1893, som derfor regnes som de egentlige oprindelseslande for den moderne hunderace puddel. I begyndelsen af 1900'erne delte den britiske puddelklub sig i to, en for snorepudler og en til uldpudler. Først i 1910, blev de enige igen og skrev en fælles racestandard. I Tyskland har der ikke været nogen samlende national raceklub. Puddel avlen har været opdelt i tre klubber uanset størrelse indtil 1982, da der blev dannet en fjerde klub. Alle fire er tilsluttet til den tyske Kennel Klub Verband für das Deutsche Hundewesen (VDH). I 1922 startede to puddelklubber i Frankrig, en i Paris og en i Strasbourg, disse klubber dannede i 1936, en national raceklub. Samme år kom den franske racestandard. På trods af dette, var det Frankrig, som i 1936 blev anerkendt som pudlens hjemland. Dette betyder, at det er den franske Puddelklub (Club de Caniche de France) som er ansvarlige for racens standard, som gælder for alle kennel klubber som er tilknyttet den internationale hunde organisation FCI.

### Pudlen i historiske kilder
Pudlens historiske oprindelse er omstridt. Ikke kun Tyskland og Frankrig, men også Rusland og Den Iberiske Halvø er blevet foreslået som stamsted. Mest sandsynligt er racetypen opstået i Middelhavslandene engang i middelalderen og derfra spredt over hele Europa. For at få en idé om racetypens historie har kynologer brugte hundeafbildninger i malerier og skriftlige kilder.

#### Tidlige afbildninger
Historiske kunstværker vidner om, at puddel-lignende hunde tidligt var kendt og spredt over store dele af Europa:
Fra 1400- og 1500-tallet findes puddel-lignende hunde, som et tilbagevendende motiv i kunsten i både Vest-og Sydeuropa. Det er hovedsageligt på løveklipningen de er blev identificeret. For eksempel, kan man blandt andre hunde skelne en med slående lighed med en puddel på et af malerierne i suiten af Griselda, den troende fra Boccaccios Decamerone (jf med det siger puddeltrofaste nedenfor). Det er malet i 1490'erne af en ukendt mester i den toscanske by Siena.
Tidligere er maleriet tilskrevet Pinturicchio (1454-1513) fra Perugia i Umbrien, som også brugte en puddelhund som motiv på hans version af Herdarnas tilbedelse (1501)). puddelhunde vises i flere træsnit og graveringer af tyske Albrecht Dürer (1471-1528), for eksempel på Ridderen og knægten (1496-1497). En tidlig puddelmaler var også Hans Memling (1440 - 1494), med Batseba i badet (1484). og den ukendte maler af bryllup i Kana fra 1550-tallet. Dette maleri blev tidligere tilskrevet Hieronymus Bosch (1450-1516), men det er blevet opdaget, at det er malet af en efterfølger. Fra 1526 er tyskeren Hans Burgkmair (1473-1531) træsnit i serien kejser Maximilian I's triumftog hvor man ser en puddelhund. I 1540 malet af den tyske kunstner Lucas Cranach den ældre (1472-1553) , hans Jagtscene nær Hartenfels ' slot, hvor en løveklippet hvid puddel-lignende hund ses sammen med mange andre hunde.

#### Etymologi og skriftlige kilder
Løveklippede vandhunde (Canis aquaticus) blev første gang beskrevet omkring 1553 af den schweiziske zoolog Conrad Gesner (1516-1565) i Historiae animalium. Gesners kilde var Elizabeth 1. af England personlige læge John Caius (1510-1573). John Caius beskrev fyldestgørende vandhunde da han i 1570 udgav det første forsøg på at systematisere de forskellige hundetyper, De Canibus Britannicis, oversat til engelsk i 1576 (Of Englishe Dogges). Hvor han bruger udtrykket vand spaniel og nævner, hvordan han beskrev løveklipning for Gesner. Han relaterer vandspaniel med jordspaniel og setter for fuglehunde, og understreger også vandspanielens evne som retriever (sporhund).
Mærkeligt nok er det på engelsk en hund for første gang bliver kaldt poodle på skrift i 1643. I en pamflet om den engelske borgerkrig diskuterer to hunde den politiske situation. Den af hundene, som kaldes poodle, var tysk, kunne mange kunster og tilhørte prins Ruprecht af Pfalz (1619-1682), nevø af Karl 1. af England. Ordet poodle stammer via middelengelsk fra tysk pfudel og har samme betydning -. Pøl, især mudderpøl .
Ordet puddel kommer fra tysk. På tysk er puddel racenavnet afledt af det plattyske verbum pudeln der betyder plaske. Puddel er en forkortelse af puddelhund, i direkte oversættelse plaskehund. Af verbet pudeln har dialektalt tysk dannet navneordet pfudel med betydningen pyt (vandpytter). Første gang ordet puddelhund registreres på tysk er i 1678 som en tysk oversættelse af det latinske canis aquaticus (vandhund). Det er, hvad puddelhund er fra starten; racetypen vandhund.
Udover det latinske canis aquaticus, den engelske water dog og tyske ord pudelhund, findes på fransk to betegnelser for racetypen, en, som er rettet på pelskvalitet - Barbet - og ét rettet mod de vigtigste jagtbytte - Caniche.
Første gang Barbet nævnes, som storpelset vandapporterende jagthund er i 1560 i jagthåndbogen La vénerie af Jacques du Fouilloux (ca. 1521-1580). På italiensk hedder Pudlen stadig Barbone, hvilket ligesom den franske barbet henviser blot til den rigelige pels. Barba (italiensk) og Barbe (fransk) står for skæg, den samme ordstamme som i barber.
Det nuværende franske racenavn Caniche er en forkortet form af chien canard - hvilket betyder andehund. Første gang Caniche nævnes er i 1743 med henvisning til en tæve af hundetypen Barbet, som derefter blev synonym med Caniche, men det er en meget ældre benævnelse. Ældste benævnelse på fransk er fra 1215 i en version af dyret episke Roman de Renart. Hunde kaldet Barbone nævnes også i Petrus de Crescentiis(ca. 1233-ca 1320) italienske landbrugshåndbog Ruralia commoda 1304-1309.
Jævnfør med det plattyske pudel - plask og det tyske ord pfudel - pyt findes på fransk ordsprog "crotté comme un barbet" og "mouillé comme un barbet" ("våd som en barbet" eller "mudret som en barbet").

### Slægtskab
Pudlen er nært beslægtet med racer fra forskellige hjørner af Europa: Irish Water Spaniel; Lagotto romagnolo ( norditaliensk vandhund, vandhund fra Romagna ); Barbet (fransk vandhund); spansk vandhund (perro de agua español) , og portugisisk vandhund (cao de agua Português), som alle hører til gruppen af vandhunde i racegruppen af stødende og apporterende hunde ifølge FCI klassifikation. Til de nærtbeslægtede racer hører også den engelske Curly coated retriever.
Selv når det gælder hvilke oprindelige racer, der var ophav til dagens vandhunde og pudler, er der to primære teorier. Ifølge den dominerende teori er det den tidlige braquehund, som er stamfar til både dagens støvere og dagens spaniel. En kortklippet stor puddel ligner påfaldende meget en jagthunds eksteriør. Den uldne pels må komme fra krydsninger med uldne hyrdehund af centralasiatisk oprindelse, der kom til det sydlige og centrale Europa med Ostrogoterne i løbet af Folkevandringstiden (400-tallet – 500-tallet); Magyarerne til Ungarn i 800-tallet og eventuelt Maurere til den iberiske halvø i 700-tallet.

#### Puddel og hyrdehunde
Ifølge den anden teori stammer vandhunde hovedsageligt fra hyrdehunde, både perro de agua español og den franske barbet, som ligeledes er blev brugt til at hyrde får, og tilsvarende den ungarske hyrdehund puli som også har været brugt til vandapportering.
Den oprindelige centralasiatiske hyrdehund er i dag repræsenteret af den tibetanske terrier, der trods racens vestlige navn ikke er nogen terrier. I hjemlandet Tibet kaldes den for dhokhi Apso - udendørs hund.
Den mest berømte af disse hyrdehunderacer er Pulien. I Tyskland findes Schafpudel, dvs hyrdepuddel eller fårepuddel), en gammel hyrdehund, der ikke er anerkendt som særskilt race. Den står den hollandske hyrdehund Schapendoesnær. I hundelittetaturen nævnes den ofte sammen med den tyske puddel, men et muligt slægtskab kendes ikke.. I det sydfranske delta-område Camargue findes hyrdehunden Berger de Crau, hvis eksteriør og pels ligner puddelens. Berger de Crau er ikke anerkendt som en særskilt race, men hunde af denne type er blevet anvendt i genskabelse af barbeten, i starten af 1970'erne.
I ældre kynologisk litteratur skelnes der ikke altid mellem puddel / barbet og hyrdehunde med lignende træk. I 1751 beskrives puddel sammen med hvad der kan være en Puli ved den tyske kynolog Carl von Heppe (1686-1759):
| Pudler, også kaldet barbets, på grund af deres bløde og bølgede pels. De er som ungarske vandhunde, med rigtigt krus – og filtret hårrige og almindeligvis ravnesorte. De er tætbyggede, stærke, mellemstore hunde, med uldbehængte hoveder som en sporhund og de bærer halen højt som en hønsehund. De har vundet et ry for gerne at gå i vandet for at hente alt, som der er, om det er skudt ned eller kastet, også selv om det er en sten. |
| Carl von Heppe: Aufrichtiger Lehrprinz oder Praktische Abhandlung von dem Leithund[52] |
Det var på samme tid som von Heppe, at den tyske jagtforfatter Heinrich Wilhelm Doebel (1699-1746) i sin Jäger-practica (1754) først fremsatte teorien om pudlens og vandhundene af asiatisk oprindelse. En tredje tysk jagtforfatter fra samme periode, Johann Friedrich von Flemming (1670-1733) skriver i Der vollkommene teutsche Jäger offentliggjort i 1749 om vandhunden, som en krydsning mellem en hound og den lodne hyrdehund Budel; disse klippes på dele af kroppen for at svømme bedre; franskmændene kalder dem Barbet.

#### Puddel og barbet
Hvordan de forskellige typer af vandhunde adskiltes og blev hunderacer i moderne forstand er en lang proces, hvor lokale særegenskaber renavles. En proces, der først blev afsluttet da racestandarder og stambøger blev etableret i 1800- og 1900-tallet. I et leksikon om jagthunde fra 1803, The Sportman's Cabinet af englænderen William Taplin (ca. 1740-1807), er det tydeligt, at forfatteren ikke skelner mellem vandspaniel på de britiske øer, og på den franske modsætning, som han også kalder vandspaniels Barbet og Caniche anvendtes i Frankrig som synonymer for samme slags hund, indtil den første hundeudstilling i slutningen af 1800-tallet
Mod slutningen af 1600-tallet definerede barbeten nærmere de første franske leksikografer. I Dictionnaire universel 1684/1690 (posthumt) beskriver Antoine Furetière (1619-1688) Barbeten som en krølhåret jagthund, og i den første udgave af det franske akademis ordbog Dictionnaire de l'Académie française i 1694 beskrives den som en krølhåret vandhund. Begrebssamleren François -Alexandre de La Chenaye-Aubert (1699-1784) skriver i 1759 i Dictionnaire raisonné universel des animaux hvordan Barbeten løveklippes for at klare vandarbejde.
Den italienske abbed Francesco d’Alberti di Villanuova (1737-1801) definerer 1771 i Nuovo Dizionario italiano-francese Barbet og puddel som "indiskutabelt uadskillelige." Sin første detaljerede beskrivelse som jagende vandhund får barbeten i bind 15 af Georges-Louis Leclerc de Buffon (1707-1788) store naturhistorie Histoire naturelle, générale et particulière (1749-1788). Buffon skriver, at barbeten adskiller sig fra spaniel gennem størrelse og dens rigelige, krøllede pels. Han skriver også, at den findes som store og små, og at det oprindeligt kom fra Nordafrika ("barbari"), gennem Spanien. Det er Buffon som er ophavsmand til teorien om den afrikanske oprindelse, han indikerer, at pelsen ville hører hjemme i det klima.
Barbeten i dag (også kaldet Epagneul barbet, barbet spaniel og franske vandspaniels) kan beskrives som en uforandret puddel, eller en puddel rekonstrueret landrace. Den blev reddet fra udryddelse i 1970'erne, hvor entusiaster begyndte målrettet avl med de sidste rester for at genskabe racen. Ligesom pudlen har den været brugt primært som vandapporterende jagthund.

#### Puddelkrydsninger
- Bichon. Barbeten betragtes som, sammen med den gamle italienske dværghund malteser, at være oprindelsen for de forskellige dværghunde af bichontypen. Disse blev oprindeligt kaldt for barbichon, det vil sige lille barbet og har middelalderlig oprindelse.[64][30]

- Puddelpointer er en stikkelhåret pointer/hønsehund, fremavlet i 1880'erne af den tyske baron Sigismund von Zedlitz und Neukirch (1838–1903), delvis med indkrydsning af pudler. Når man krydser en ruhåret hund med en uldhåret så kan man få en stikkelhåret.[58][31][65]

- Griffon à poil laineux (Griffon Boulet) er yderligere en stående jagthund, som avles frem med indblanding af puddel/barbet og som igen anvendes til restaurering af barbeten.[50]

- Cockapoo (eller cockerpoo) er primært i USA en populær krydsning mellem cocker spaniel/amerikansk cocker spaniel og puddel.[64]

- Labradoodle er en krydsning mellem puddel og labrador retriever. Ideen blev født i Australien i 1989 for at opnå en førerhund for allergikere. Labradoodles bruges også som service- og terapihund.[64]

- Silkepudlen eksisterer ikke. At kalde en hund sådan er klassisk bondefangeri af hundekøberne for at sælge dværghunde af blandet herkomst[16]

### Spredning og popularitet
Gennem flere århundreder var barbeter og pudler populære hos de franske regenter. Både Henri II, regent 1547-1559 og Henri IV, regent 1589-1610, er kendt for at have brugt barbeter på fuglejagter. Løveklippet småbarbeter / småpudler var mode ved hoffet fra Louis XIV (1638-1715) regeringstid til Louis XVI, regent 1774-1792. Pudler fulgte de franske hære som maskotter under Revolutionskrigene og Napoleonskrigene. Napoleon (1769 - 1821) berettede i sine erindringer om et rørende syn af en puddelhund, der blev dræbt , mens den slikkede sin faldne herres ansigt under Slaget ved Marengo i 1800. Der er flere vandrehistorier om disse handlekraftige armépudlers bedrifter i felten. En af de mest berømte var Moustache som fik sin egen stele på Cimetière des Chiens i Asnières-sur-Seine udenfor Paris. I Rusland menes det at pudlen er opdaget af Zar Peter I efter hans europæiske rejse 1697-1698. I Storbritannien, forelskede dronning Anne, regent 1702-1714 , sig i pudler efter at have set cirkustruppen "The Ball of Little Dogs" ledet af en Mr. Crawley. Mod slutningen af 1700-tallet brugte Francisco de Goya ( 1746 - 1848 ) med glæde småpudler som attribut på sine portrætmalerier.

#### Pudlen i Skandinavien
Første gang pudlen nævnes på svensk er i 1771. Men allerede i 1753 beskriver Carl von Linné hvad der synes at være en puddel eller vandhund i skriftet Cynographia eller Beskrifvning om Hunden, men kalder den da dogg:
| Citat                                                    | Dogg, som eljest kallas Ängelsk, kjännes tydeligen från andra af sina krusiga hår, som likna ull, är allmänast swart til färgen. Som denne är mer lärachtig och trogen, så brukas han af krämare på resor; han gjör ock bästa tjänst i watten. | Citat |
| Carl von Linné: Cynographia eller Beskrifvning om Hunden | |       |

I Danmark fik pudlen sin første beskrivelse i 1776 i et zoologisk leksikon af naturforsker Otto Friedrich Müller (1730-1784)::
| Citat                                            | Hund af en særlig lang- og uldhaaret race (som hushund ofte tætklippet paa (en del af) kroppen og benene), kendt for sin hengivenhed og klogskab. | Citat |
| Otto Friedrich Müller: Zoologiæ Danicæ Prodromus | |       |

På svensk lavede forlæggeren Johan Christopher Holmberg (1743–1810) den første detaljerede beskrivelse i 1795:
| Citat                                                                                                 | Pudel. Hund av en medelstor, för sin tillgivenhet o. klokhet känd hundras, tillhörande herdehundarnas grupp o. utmärkande sig gm runt huvud, spetsig nos, breda o. hängande öron, kort, undersätsig kropp o. gm vanl. svart l. vit (ofta på benen o. en del av kroppen kortklippt l. rakad) ullig o. lockig päls; förr äv. använd vid jakt på vattenfågel. | Citat |
| Johan Christopher Holmberg: Fransyskt och svenskt lexicon. Parallèle des langues françoise & suédoise | |       |

I Danmark i 1800-tallet holdt man pudler som gårdhunde til at jage rotter. Pudlen var også populært blandt de rige, der kunne lade tjenere tage sig af pelsplejen. I Sverige og Norge, var det først i slutningen af 1800-talet pudlen gjorde sit varige indtog. Nogen betydning som en jagthund har den aldrig haft i norden, men som udstillingshund optrådte den allerede på Konungens jaktklubbs hundeudstilling 1886 (tre år før den svenske Kennel Klub (SKK) blev dannet, så selv blandingshunde kunne deltage). I kategorien Mops, King Charles hunde , Levretter , Pudler osv. inden for gruppen selskabshunde blev vist tre pudler ; en hvid og to sorte , den ene var tysk, de to andre uden angivelse af oprindelse. Det blev også vist en silkepuddel, en halv-puddel og en som kaldtes King Charles hund / fransk silkepuddel. I Norge udstilles den første puddel i 1909. Det tog lang tid før nogen væsentlig avl startede. Efterspørgslen er primært opfyldt ved import, primært fra Tyskland. Men selv fra Frankrig og Spanien kom tidligt pudler mod norden.
Svenska Pudelklubben (SPK) blev oprettet i 1942, efterfulgt af Pudelklubben i Danmark 1948, Norsk Puddelklubb (NPK) 1956 og Suomen Villakoirakerho i Finland 1962 Mellem de nordiske lande findes der en omfattende udveksling omkring avl og udstillinger. Efter Anden Verdenskrig, forøgedes pudlens popularitet meget. Importen fra Storbritannien har eksisteret siden begyndelsen af 1900-tallet, i efterkrigstiden blev denne import dominerende. Puddelstammen i de nordiske lande har siden da primært været bygget på britisk import, suppleret i de seneste årtier af amerikanske pudler. Der er ingen gamle oprindelige blodlinjer tilbage, men avlen har været en international succes, pudler er også blevet eksporteret.

## Egenskaber
Gennem hele sin historie bliver pudlen berømmet for sin intelligens og opfindsomhed. Den har let ved at lære og er glad for at gøre det. Intelligens er indskrevet som et krav i standarden. Desuden er den nysgerrig, legesyg, social og venligt indstillet overfor mennesker samt andre hunde og dyr. Den er fremragende som familiehund, eftersom den generelt fungerer godt med børn. Pudlen er en alsidig hund, der kan lære at udføre mange forskellige opgaver, bare den får masse af ros. Det er en smidig, spændstig, aktiv og opmærksom hund, som kræver masser af motion og regelmæssige udfordringer.
1994 offentliggjorde Stanley Coren, en canadisk neuropsykolog med speciale i hunde, en undersøgelse af forskellige hunderacers intelligens, The Intelligence of Dogs. I denne 12-trins test endte pudlen som nummer to af 110 undersøgte racer. Af de ti bedste racer er otte enten hyrde- eller vandapporterende hunde, det vil sige racer avlet til at udføre komplekse opgaver i tæt samarbejde med sine førere på store afstande. .

### Apport
Nordamerikanske kennelklubber arrangerer tilsvarende retrieverprøver for pudler. American Kennel Club (AKC), hvor The Poodle Club of America er tilsluttet, samt Canadian Kennel Club (CKC), begge samarbejder med FCI. Det betyder, at amerikanske pudler med jagtprøve kan registreres i FCI-landene. Den mindste af de to amerikanske kennel klubber, United Kennel Club (UKC) klassificerer pudlen som en fuglehund (Gun Dog), men disse kan ikke blive registreret i FCI lande, de udgør derfor en helt separat klasse.
Så sent som i 1867 behandledes pudlens jagtegenskaber i detaljer i et standardværk af den britiske kynolog John Henry Walsh (1810-1888). Walsh begrunder faldet i brugen af pudlen som vandhund, med den udbredte afvanding af vådområder. i 1891 skriver den amerikanske W. R. Furness i standardværket American Book of the Dog at pudlen stadig er den mest sædvanlige apporterende hund i Tyskland og i 1894 skriver Rawdon Briggs Lee (1845-1908) i sin standardværk A History and Description of the Modern Dogs of Great Britain and Ireland, at pudlen ikke længere bruges som en vandhund i Storbritannien, men derimod på kontinentet. Selv i 1932 behandles pudlen sammen med retriever og spaniels i det store svenske hundleksikon, Rashundar i ord och bild af Carl O. M. P. Leuhusen. så sent som i 1900-tallet blev pudler brugt på andejagt i Frankrig. Til pudlens særheder hører, at det har svømmehud mellem tæerne.
Ligesom den portugisiske vandhund er pudler blevet brugt af fiskere på både til, at hente redskaber i vandet. I middelalderen var en vigtig opgave for denne type af hunde, at hente pile i kamp og jagt. I 1800-tallet og 1900-tallet, bruges puddel som Kurérhund i krig.
Trods mere end 100 års forædling som udstillingshund, holder nutidens pudler stadig af vandapportering. Men af vandhundene, er det kun den Amerikansk vandspaniel, Irish Water Spaniel, Barbet og Wetterhoun som kan konkurrere i jagtprøve for retriever. Dog indgår apportering som moment i lydighedsprøver, hvor er pudler meget succesfulde, og desuden findes en særskilt apporteringstest hvor alle hunde uanset race kan deltage.

### Søg og Spor
I lighed med den norditalienske slægtning lagotto romagnolo har pudlen længe været anvendt som trøffelhund. I Sverige er det blevet populært, at træne hunde til at finde kantareller, noget pudlen er meget velegnet til.
For en god sporhund er det ikke nok med en veludviklet lugtesans, hunden skal også have gode samarbejds- og kommunikationsevner. I blandt andet Frankrig bruges Pudler som politihunde til at søge efter, for eksempel narkotika, mug og sprængstoffer flere og flere pudler har de seneste år været succesfulde i brugsprøverne søg og spor, samt i vildtsporsprøve (som er at spore såret eller dræbt vildt).

### Cirkus, agility, lydighed
Ud over sin evne til at lære nye ting, er pudlen usædvanligt glad for opmærksomhed. Fra 1700-tallet blev den almindelig som cirkushund. I dag ses denne arv tydeligt i dens succes på øvelsesbanen i lydighed og agility (forhindringsløb for hunde). Nye anvendelser er som førerhunde, terapihunde og servicehunde. Sidstnævnte er at hjælpe sin ejer med hverdagsagtige ting som at åbne døre og skuffer, trykke på knapper, hente telefonen, når den ringer og lignende.

## Udseende
Pudlen skal være harmonisk og velproportioneret bygget, med let og fjedrene gang. Pudlen er en hund uden ekstremt fremavlede karaktertræk. Den moderne forædlede puddel er dog mærkbart slankere og elegantere end den mere oprindelige Barbet. Hunden bærer ofte sin hale højt. Pudlen hale har traditionelt været kuperet, men dette er forbudt i Danmark. Næsen er som regel sort; de brune pudler har til tider brun næse. Øjnene er mørke. Ørerne er sat højt og hængende.
Hvalpe har en blødere, bølget pelstype. Den kraftige, lange, krøllede pels begynder at vokse senere hos den voksne hund. Pudler, der ikke bliver udstillet bliver generelt klippet i de komfortable hverdagsfrisurer. Den uldne, krøllede pels har ingen underuld og fælder aldrig. Nogle allergikere formår at have en puddel, men det betyder ikke, at pudlen er helt allergivenlig. Pudler skal klippes regelmæssigt og kræver en del pelspleje i form af kæmning, børstning og badning. Pelsen er vandafvisende, pudlen bliver ikke våd helt ind til kroppen når den svømmer

### Løveklipninger og farver
Løveklipningen kom til fordi det var praktisk for arbejde i vand. Pelsen, der kunne hindre hundens bevægelser blev klippet væk, mens pelsen omkring brystet og leddene forblev udklippet for at beskytte dem mod kulde og at blive våd. Hårbolden på halen var til for at det var, lettere at se pudlen i vandet. Den portugisiske vandhund anvender forsat det traditionelle løveklip. Den kommer i to pelsvarianter, den mere usædvanlige har samme uldpels som pudlen.
Allerede fra antikkens Rom er der skildringer af løveklippede hunde. Men der gik flere århundreder før pudlens forfædre menes at være kommet til Europa, og man ved ikke, hvad romerne brugte løveklippede hunde. Bland andet findes en denarius præget af Lucius Caesius ca. 112-111 f.v.t. og et vægmaleri af Casa degli Epigrammi greci i Pompeji, der blev ødelagt i 79.
Der er to godkendte udstillingsfrisurer: den klassiske løveklipning og den såkaldte toilette moderne eller toilette 60. Løveklipning findes i to tilladte versioner: Den kontinentale, som er den klassiske og den engelske, som har ekstra bolde på bagparten. Toilette moderne er en mere elegant lammeklipning. I forskellige perioder har fri klipning været tilladt i forskellige lande. Det eneste formelle krav var, at et eller andet sted, var der nok pels til at kvaliteten kunne vurderes. Ved at strække reglerne er der opstået modevarianter: Hvalpeklipning, som er en mellemform mellem toilette moderne og løveklipning og fra denne er igen skabt den skandinaviske klipning second puppy. Sidstnævnte opstod i Norge i midten af 1980'erne og har fået international udbredelse, selvom kritikere siger, at den er både uanatomisk og uhistorisk.
Derudover findes den traditionelle variant snorepudlen. Formelt er denne frisure også godkendt på en udstilling, men eksisterer næppe i praksis, da den er meget vanskeligt at opnå. I fortiden, da snorepudlen var mere almindelig kaldes den sædvanlige frisurevariant (løveklip) uldpudlen eller angorapudlen. I England i slutningen af 1800-tallet var snorepudlen den mest populære på udstillinger, og det var næsten umuligt for en uldpuddel at blive champion. Mellem 1904 og 1910, havde de to versioner separate klasser.
Til hverdagsfrisurer hør lammeklipning, terrierklipning og karakulklipning, i de to sidstnævnte spares hundens knurhår som er et sanseorgan.
Kun seks farver er internationalt anerkendt: sort, hvid, brun, sølv, abrikos og rød. Sølv blev anerkendt i 1966, abrikos 1977 og rød 2007. Farver skal være rene og uden hvide aftegninger, på for eksempel, bryst, næse eller poter. I Storbritannien, USA og andre anglosfære lande er alle rene farver tilladt. tidligere anvendtes denne farvestandard også i Skandinavien, og dengang registreredes farver som blå, creme og sølvbeige Flerfarvede pudler anerkendes af de tyske puddelklubber og kaldes Neufarben, de tilladte variationer er Harlekin (hvid med uregelmæssige sorte pletter), og Phantom ("sort og tan", sort med regelmæssige lysere områder fra rust brun til creme eller grå). På initiativ af den franske puddelklub har den internationale hunde organisation FCI opfordret den tyske Kennel Klub Verband für das Deutsche Hundewesen til ikke længere at registrere de flerfarvede som pudler. I henhold til standarden, skal hudfarven harmonere med pelsfarven, disse kan nemlig være forskellige. Farverne nedarves efter et meget komplekst mønster, som kan være svære at forudsige.

### Galleri
- Abrikosfarvet dværgpuddel med klipningen toilette moderne.
- Toypuddel i kontinental løveklipning.
- Hvid storpuddel i den skandinaviske klipningen second puppy.
- Brun storpuddel i s.k. karakulklipning.
- Brun puddelhvalp på fem uger.

- Dværgpudler med fantom-tegning (black and tan).
- En harlekin-tegning dværgpuddel.
- En abrikosfarvet og en rød mellempuddel i hverdagsfrisure.
- Brun mellempuddel med hvalpklipning.
- Sort mellempuddel i engelsk løveklipning.

### Varianter
Storpudlen kaldes ofte populært for kongepuddel, taget fra det tyske königspudel og det fransk Caniche royal. Det engelske navn er standard poodle. Det er storpudlen som er den oprindelige variant. De mindre er blevet opdrættet ved hjælp af gentagne udvalg af små individer, i modsætning til bichonerne der er blevet krydset frem ved hjælp af malteser - en af de racer, som er opstået gennem dværgvækstmutation. Hvad der ligner dværgpudler er afbildet lige så langt tilbage i tiden som de større modeller, men disse løveklippede dværghunde er snarere forløbere for nutidens bichoner end til nutidens dværgpudler. Det var mode ved hoffet og i overklassens, at have løveklippede lodne dværghunde og stadig at klippe Løwchen på denne måde.
Da puddelavlen blev organiseret i 1890'erne adskilte man fra begyndelsen af store og små pudler. Grænsen var på 42 centimeter i skulderhøjden. 1932 deltes småpudlerne op i små dværgpuddel og lillepuddel (der siden 1956 er kendt som mellempuddel). Grænsen mellem disse to blev sat til 35 centimeter. 1936 hævedes maksimalhøjden for mellempuddel til 45 centimeter. 1988 kom toypudler til pudler under det tidligere mindstemål 28 cm. Samme racestandard gælder for alle størrelser, også selv om de tælles som separate racer. Det bør kun være den størrelse, der skiller, dværg -og toypudler må ikke have træk af dværgvækst.
I Storbritannien, USA og Australien og andre engelsktalende lande bruges en anden størrelseinddeling. Der skelnes mellem standard poodles, der er over 38 centimeter og miniature poodles på 28-38 centimeter, plus toy poodles. Før 1904 var der kun én klasse af pudler i England; 30-60 centimeter. Det år, hvor de separate klasser blev indført for snorepudler og uldpudler hæves minimumshøjde til 38 centimeter, dem der i dag svarer til miniature poodles kan ikke længere registreres. Fra 1911 fik de lov til at være med igen, men ikke før 1957 blev minimumshøjden reduceret fra 30 til 28 centimeter
I 1956 blev det lovligt at anvende mellempudler og dværgpudler i avl med hinanden. Dette er siden blevet ændret, nu er det kun dværg- og toypudler der kan parres over størrelse grænsen. Reglerne varierer fra land til land. Ved import og eksport mellem FCI-systemet og det system som anvendes af The Kennel Club (UK) og den amerikanske Kennel Klubs system, er det skulderhøjden som afgør, hvordan pudlen registreres. Eksempel: En dansk mellempuddel på 39 centimeter bliver således en standard poodle i England, mens en britisk miniature poodle på 34 centimeter bliver en dværgpuddel i Danmark. Mellem-, dværg- og toypudler, som efter 15 måneder alder er for store til sin kategori, registreres så om. Disse regler betyder, at der er en masse pudler, der har forskellige størrelsesvariationer i deres herkomst, uanset hvor de er vurderet. Fordi rene farver er normen i standarden, er den mest almindelige anbefaling at pudler af forskellig farve ikke bruges i avl med hinanden, bortset fra sort og hvid.

## Helbred
Pudlen er en forholdsvis sund race. Den har ikke været udsat for ekstrem avl for, at producere særlige kendetegn. De sundhedsmæssige problemer som findes deles med mange andre racer. Der er ingen sygdom, der er unik for pudlen. I løbet af 1960'erne havde mellem- og dværgpudlerne en popularitetstop, som betød, at hunde brugtes til avl uden udvalg. Frem for alt forværredes mentaliteten, mange mindre pudler viste nervøse træk. Efter Anden Verdenskrig, var indavl en almindelig praksis blandt opdrættere, for at producere ensartede kuld med succes i udstillingsringen.